# Retkocer
Retkocer es un pueblo ubicado en la municipalidad de Medveđa, en el distrito de Jablanica, Serbia.

## Superficie
Posee una superficie de 9,730 kilómetros cuadrados.

## Demografía
Hasta 2011 la población era de 94 habitantes, con una densidad de población de 9,661 habitantes por kilómetro cuadrado.